# Sternschritt
Der Sternschritt oder Pivot (engl.) ist eine Körperbewegung, die in verschiedenen Sportarten, etwa Basketball, Ultimate oder Korfball, angewandt wird. 
Dabei macht der Spieler einen oder mehrere Schritte mit einem Fuß, während der andere Fuß seine Position nicht verändert. Durch einen Sternschritt verändert der Spieler seine Position also nicht oder nur geringfügig, kann sich aber um seine senkrechte Achse drehen. In den obengenannten Sportarten erlangt der Sternschritt seine Bedeutung dadurch, dass die Anzahl der Schritte mit dem Sportgerät (Ball bzw. Frisbee) in der Hand begrenzt ist (im Basketball: zwei). Das Bewegen nur eines Fußes gilt aber nicht als Schritt im Sinne einer Fortbewegung und darf somit beliebig oft wiederholt werden, solange der Standfuß nicht angehoben wird.
Ohne zu den Sportregeln zu gehören, wird der Sternschritt aber auch bei Sportarten wie beispielsweise Tischtennis und Badminton genutzt, um im Rückschlagspiel für Aufschlag und Return der Gegenseite die erforderliche zentrale Position einzunehmen. Im Doppel eröffnet die variable Positionseinnahme insbesondere der Aufschlag-Rückschläger (siehe u. a. Aufschlag (Tischtennis) und Aufschlag (Badminton)) mit Hilfe des Sternschritts taktische Varianten.